# Dehio Wien Vorstädte 1993
Das Dehio-Handbuch – Die Kunstdenkmäler Österreichs – Wien – Vorstädte erschien 1993 in der vom Bundesdenkmalamt begonnenen neuen österreichischen Dehio-Serie. 1996 folgte der Band zu den Vororten und 2003 der Band zur Inneren Stadt.

## Allgemeines
Das Handbuch verzeichnet Denkmäler im Sinne des § 1 des Denkmalschutzgesetzes – also unbewegliche und bewegliche Gegenstände von geschichtlicher, künstlerischer und sonstiger kultureller Bedeutung –, allerdings unabhängig von einem öffentlichen Interesse an der Erhaltung. Einerseits ist der Dehio ein Hilfsmittel der Denkmälerforschung, andererseits ein Kunstführer, wie er auch die Wertschätzung für die Kunst- und Kulturdenkmäler in die Breite tragen soll.
Der Dehio Wien war eine Pionierarbeit des Bundesdenkmalamtes, weil eine systematische Bereisung und Bestandsaufnahme der Objekte davor noch nie stattgefunden hat. Vom Leiter der Arbeit, Hofrat Dr. Eckart Vancsa, wurde das Stadtdenkmal Wien betont, also Wien als historisch kontinuierliches Zentrum in Mitteleuropa. Nach umfangreichen Vorarbeiten wurde 1983/84 mit der eigentlichen Bestandsaufnahme vor Ort begonnen. Im Zuge der Arbeiten ergab sich die Notwendigkeit zur Teilung der Arbeit in drei Bände.

## Vorstädte II. bis IX. und XX. Bezirk
Die Bestandsaufnahme zu den ehemaligen Vorstädten rund um die Innere Stadt war im Wesentlichen 1989 abgeschlossen, interne Probleme führten dazu, dass der Band erst 1993 erschien. Grundlagen waren Arbeiten vom Landeskonservator für Wien Peter Pötschner, von der Landeskonservatorin für Wien Eva Maria Höhle und von Ing. Walther Brauneis. Bodendenkmale bearbeitete Christa Farka, Klangdenkmale Walther Brauneis, mit Ergänzungen und Nachträgen zu den Orgeln von Hans Stöckelmaier. Technische Denkmale und Sicherheitstechnik leitete Peter Swittalek. Die Abteilung für Architektur, technische Bauangelegenheiten und Photogrammetrie besorgten unter den Leitungen von Traude Masanz und Norbert Gauss die Mitarbeiter Ursula Wackerreuther, Elisabeth Hudritsch und Franz Fichtinger.
Die städtebauliche Entwicklung der Wiener Vorstädte bearbeitete Ingrid Kastel und Ulrike Kirner-Mühlbacher. Die Einleitung und die Profanbauten der Leopoldstadt bearbeitete Andreas Lehne, Robert Keil die Sakral- und Monumentalbauten. Zum Bezirk Landstraße verantwortet die Einleitung und die Profanbauten Rainer Roy, die Sakralbauten Robert Keil, die Monumentalbauten Wolfgang Czerny. Weitere Beiträge zur Landstraße kamen von Ingrid Kastel, Markus Kristan, Inge Podbrecky, Christina Seidl, Ulrike Seidl und Eckart Vancsa. Zu Wieden erarbeitete Ingrid Kastel die Einleitung, die Profanbauten Wolfgang Czerny, Ingrid Kastel und Ulrike Kirner-Mühlbacher, die Sakral- und Monumentalbauten Wolfgang Czerny. Weitere Beiträge zu Wieden kamen von Inge Podbrecky. Einleitung und Profanbauten zu Margareten sind von Inge Podbrecky, Sakralbauten von Wolfgang Czerny. Einleitung und Profan-, Sakral- und Monumentalbauten zu Mariahilf erstellte Rainer Roy. Beiträge dazu kamen von Ingrid Kastel, Markus Kristan und Inge Podbrecky. Zum Bezirk Neubau ist die Einleitung von Inge Podbrecky, die Profanbauten von Eckart Vancsa, die Sakral- und Monumentalbauten von Wolfgang Czerny. Weitere Beiträge stammen von Ingrid Kastel. Zur Josefstadt erstellte die Einleitung Inge Podbrecky, Profanbauten Eckart Vancsa, Sakral- und Monumentalbauten Robert Keil, Beiträge Ingrid Kastel und Ulrike Kirner-Mühlbacher. Die Einleitung zum Alsergrund ist von Ulrike Kirner-Mühlbacher, Profanbauten von Wolfgang Czerny und Andreas Lehne, Sakral- und Monumentalbauten von Wolfgang Czerny, Beiträge von Ingrid Kastel, Ulrike Kirner-Mühlbacher und Christina Seidl. Zur Brigittenau erarbeitete die Einleitung Markus Kristan, die Profanbauten Ulrike Steiner und Markus Kristan, die Sakralbauten Markus Kristan.

## Nennungen
- Dehio Wien. II. bis IX. und XX. Bezirk. Bearbeitet von Wolfgang Czerny, Robert Keil, Andreas Lehne, Inge Podbrecky, Rainer Roy, Ulrike Steiner und Eckart Vancsa. Beiträge von Ingrid Kastel, Markus Kristan, Ulrike Kirner-Mühlbacher und Christina Seidl. Verlag Anton Schroll & Co, Wien 1993, ISBN 3-7031-0680-8.